# Vlag van Soedan

Vlag van Soedan (ratio 1:2)

Oorlogsvlag ter zee

De huidige vlag van Soedan werd aangenomen op 20 mei 1970. De vlag bestaat uit een rood-wit-zwarte driekleur met een groene driehoek aan de hijszijde. De vlag is gebaseerd op de Arabische Bevrijdingsvlag van de Staatsgreep in Egypte in 1952, net als de vlaggen van Egypte, Irak, Syrië, Jemen en Palestina en vroeger van de Verenigde Arabische Republiek, Jemenitische Arabische Republiek, Democratische Volksrepubliek Jemen en de Grote Libisch-Arabische Socialistische Volks-Jamahiriyah.

## Symboliek
De vier kleuren in de vlag zijn de zogenaamde pan-Arabische kleuren. In de Soedanese vlag hebben ze elk een eigen symbolische betekenis. Groen staat voor de islam, het kalifaat van de Fatimiden en welvaart. Wit staat voor vrede, licht, optimisme en herinnert aan de witte Revolutievlag uit 1924. Rood symboliseert de revolutie, het socialisme, vooruitgang en de offers voor de onafhankelijkheid. Zwart staat voor de band met de rest van Afrika (het Arabische woord Sudan betekent 'zwart'). Zwart was ook de belangrijkste kleur in de vlag van Mohammed Ahmad, een Soedanese leider uit de negentiende eeuw die zichzelf tot mahdi uitriep.

## Geschiedenis

### Mahdistische opstand
In 1881, aan het begin van de Mahdistische oorlog, benoemde de zelfbenoemde Mahdi, Mohammed Ahmad ibn Abd Allah Abdallahi ibn Muhammad tot een van zijn vier kaliefen en overhandigde hem een zwarte vlag. Abdallahi gebruikte zijn zwarte vlag om Baggara Arabieren en andere stammen uit het westen te rekruteren. De andere kaliefen gebruikten andere gekleurde vlaggen. De zwarte horizontale streep in de huidige Soedanese vlag is een verwijzing naar deze zwarte vlag uit het Mahdistijdperk.

Vlag gebruikt tijdens de Mahdist Revolt en in Mahdist Sudan (1881-1899)
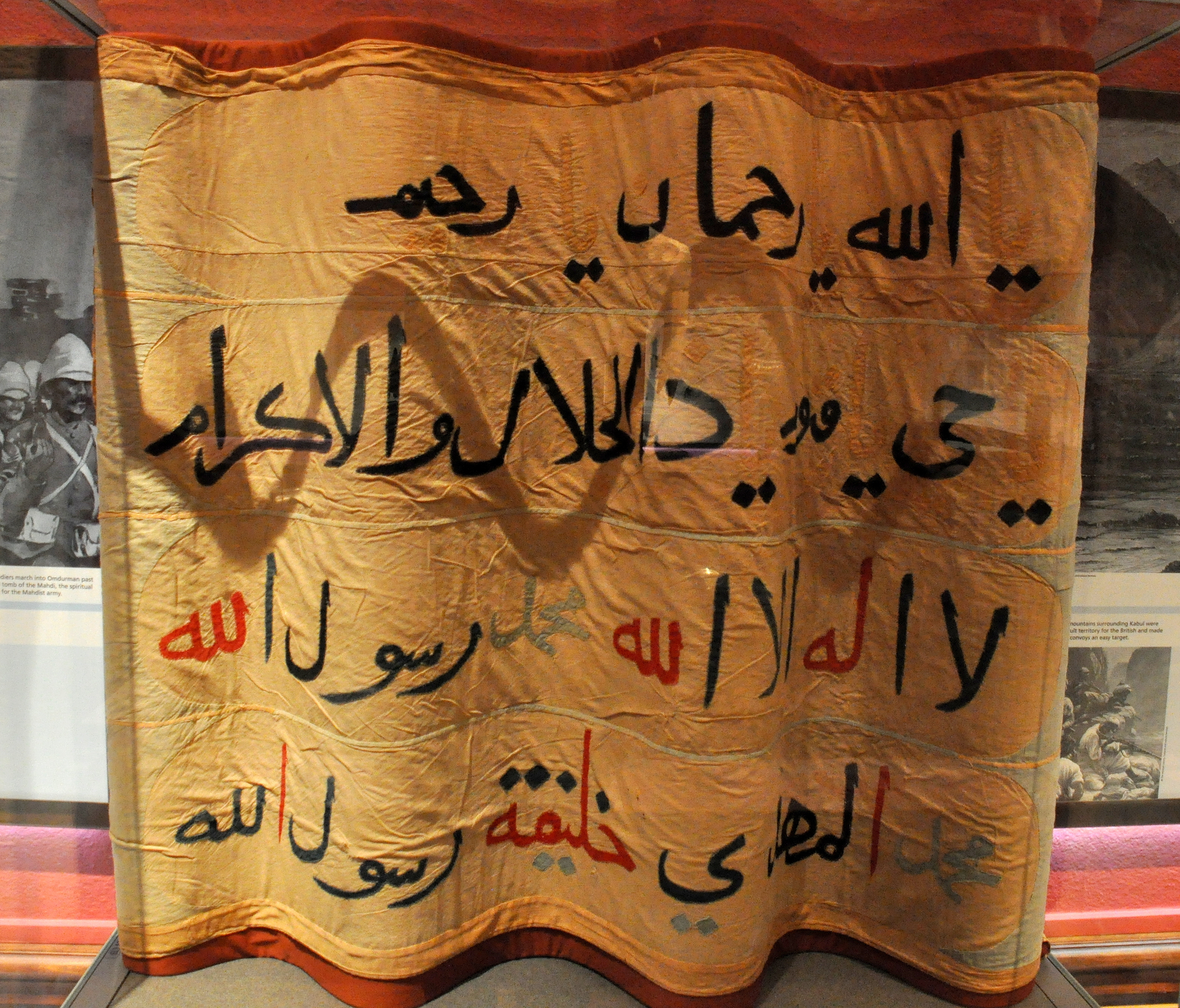
Banner gebruikt door het Mahdistische leger; gevangen genomen in Omdurman in 1898.
De zwarte standaard werd ook gebruikt in het Mahdistische Sudan

### Anglo-Egyptisch Soedan
Tussen 1899 en 1956 werd Anglo-Egyptisch Soedan gezamenlijk bestuurd als een condominium door Egypte en het Verenigd Koninkrijk. Het condominium had geen eigen vlag; in plaats daarvan werden de vlag van Egypte en de vlag van het Verenigd Koninkrijk altijd samen gevoerd, waarbij de Britse vlag voorging.
Er bestond wel een vlag als rangvlag voor de Britse gouverneur-generaal van Soedan. Net als de rangvlaggen van gouverneurs en commissarissen van andere Britse overzeese gebiedsdelen bestond deze uit een Union Jack met daarop een witte schijf met het insigne of wapen van het gebied, omringd door een lauwerkrans. Aangezien er geen insigne of wapenschild bestond voor Anglo-Egyptisch Soedan, bevatte de schijf in plaats daarvan de woorden "GOVERNOR GENERAL OF THE SUDAN".
Op de Bandungconferentie van 18 tot 24 april 1955 werd Soedan vertegenwoordigd door een witte vlag met de naam "SUDAN" in rode hoofdletters.

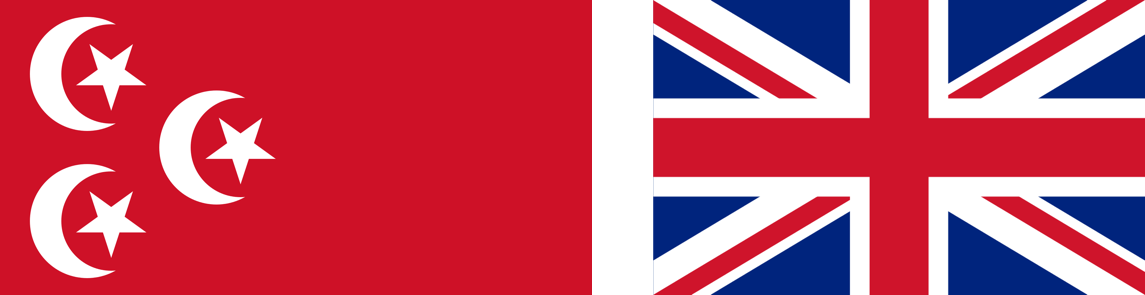
Vlaggen gebruikt in Anglo-Egyptisch Soedan (1914-1922)
Vlaggen gebruikt in Anglo-Egyptisch Soedan (1922-1956)
Vlag van de Britse gouverneur-generaal
Vlag van de Soedan Defense Force (1925-1956)
Voorlopige vlag van Soedan gebruikt tijdens de Afro-Aziatische conferentie (april 1955) [1]

### Republiek Soedan (1956-1969)
Bij de onafhankelijkheid van Egypte en het Verenigd Koninkrijk op 1 januari 1956 nam Soedan een blauw-geel-groene driekleur aan als nationale vlag. Deze vlag werd ontworpen door de dichter Macki Sufi en bleef in gebruik tot 1970, toen de huidige vlag werd aangenomen. De kleuren van de vlag vertegenwoordigden de rivier de Nijl (blauw), de Sahara (geel) en de landbouwgronden (groen). Ze werden gekozen omdat ze neutraal waren tussen etnische groepen en politieke partijen.
Het gebruik van deze vlag dook weer op tijdens de Soedanese protesten in 2018-19.

Vlag van de Republiek Soedan (1956-1969)
Zeevlag (1956-1970)
Douanevaandrig (1956-1970)

### Democratische Republiek Soedan (1969-1985)
Na een staatsgreep in mei 1969 werd het land omgedoopt tot de Democratische Republiek Soedan en werd er een wedstrijd uitgeschreven om een nieuwe vlag te ontwerpen. De winnende inzending werd ontworpen door kunstenaar Abdel Rahman Ahmed Al-Jali op basis van Pan-Arabische kleuren en werd in mei 1970 aangenomen als nationale vlag.

Vlag van de Democratische Republiek Soedan (1969-1970)
Vlag van de Democratische Republiek Soedan (1970-1985)
Standard van de president van de Democratische Republiek Soedan.